# Bosc de Guàrdia (Castell de Mur)
El Bosc de Guàrdia és un bosc del Pallars Jussà situat en el terme municipal de Castell de Mur, dins del territori de l'antic terme de Guàrdia de Tremp.
Està situat al límit sud del terme, al vessant septentrional del Montsec d'Ares, i queda limitat al nord pel barranc del Bosc.

## Etimologia
Es tracta d'un topònim romànic modern, de caràcter purament descriptiu: es tracta del bosc pertanyent a la vila de Guàrdia de Noguera.